# Station Tsuruhashi
Station Tsuruhashi (鶴橋駅, Tsuruhashi-eki) is een spoorweg- en metrostation in de wijken Tennoji-ku en Ikuno-ku in Osaka, Japan. Het wordt aangedaan door de Osaka-ringlijn (JR West), de Ōsaka-lijn, de Kintetsu Nara-lijn (Kintetsu) en de Sennichimae-lijn (Metro van Osaka). De drie uitbaters hebben elk hun ‘eigen’ station; op het hoogste niveau bevinden zich de perrons van JR, een niveau lager de perrons van Kintetsu en het metrostation bevindt zich op twee niveaus onder het maaiveld. Het station ligt op de grens van de wijken Tennoji en Ikuno, waarbij de delen van JR West en de Metro van Osaka in Tennoji vallen en het gedeelte van Kintetsu in Ikuno. Het metrostation heeft als nummer S19.

## Lijnen

### JR West
| 1 | ■Osaka-ringlijn | naar Kyōbashi, Osaka en Universal City |
| 2 | ■Osaka-ringlijn | naar Tennoji en Shin-Imamiya           |

### Kintetsu
| 1 | ■ Nara-lijn  | naar Higashi-Hanazono, Ikoma, Yamato-Saidaiji, Kintetsu Nara            |
| 2 | ■ Ōsaka-lijn | naar Kawachi-Kokubu, Yamato-Yagi, Nabari en Ise-Shima.                  |
| 3 | ■ Nara-lijn  | naar Ōsaka Namba, Amagasaki, Koshien en Sannomiya (via de Hanshin-lijn) |
| 4 | ■ Ōsaka-lijn | naar Uehommachi                                                         |

### Metro van Ōsaka

#### Sennichimae-lijn(stationsnummer S19)
| 1 | ■Sennichimae-lijn | richting Minami-Tatsumi              |
| 2 | ■Sennichimae-lijn | richting Namba, Awaza en Nodahanshin |

## Geschiedenis
In 1914 verscheen het eerste station Tsuruhashi, gebouwd door Daiki, het huidige Kintetsu. In 1932 verscheen het station van het latere JR. In 1961 kreeg het station zijn huidige vorm bij de opening van de Osaka-ringlijn. In 1969 werd het ondergrondse station van de Sennichimae-lijn geopend.

## Overig openbaar vervoer
Bussen 18, 22, 23, 73, ringlijn

## Stationsomgeving
Rond station Tsuruhashi zit een Koreaanse (Zainichi) gemeenschap en vindt men er derhalve veel Koreaanse winkels en restaurants. Het gebied wordt ook wel Ikuno Korea Town genoemd. De gemeenschap in Ikuno telt ongeveer 90.000 man.
Daarnaast zijn er ook:
- Osaka Rode Kruisziekenhuis
- Book-off
- Sumitomo Mitsui Banking Corporation (SMBC)
- Mitsubishi Tokyo UFJ Bank
- FamilyMart
- Daily Yamazaki
- 7-Eleven

Osaka · Fukushima · Noda · Nishikujo · Bentencho · Taisho · Ashiharabashi · Imamiya · Shin-Imamiya · Tennoji · Teradacho · Momodani · Tsuruhashi · Tamatsukuri · Morinomiya · Osakajo-koen · Kyobashi · Sakuranomiya · Temma · Osaka
Nodahanshin · Tamagawa · Awaza · Nishi-Nagahori · Sakuragawa · Namba ·  Nippombashi · Tanimachi Kyūchōme · Tsuruhashi · Imazato · Shin-Fukae · Shōji · Kita-Tatsumi · Minami-Tatsumi